# 刘集镇 (沭阳县)
刘集镇，是中华人民共和国江苏省宿迁市沭阳县下辖的一个乡镇级行政单位。

## 行政区划
刘集镇下辖以下地区：
刘集社区、郇河村、大兴村、槐树村、南岗庄村、张大沟村、老小圩村、西周集村、育民村、桥南村、涧西村和南长庄村。